# Lừa Miranda
Lừa Miranda, (tiếng Bồ Đào Nha: Burro de Miranda), là một giống lừa bản địa có nguồn gốc vùng Terra de Miranda thuộc vùng phía đông bắc đất nước Bồ Đào Nha.

## Mối quan hệ với con người
Trong nhiều thế kỷ những con lừa Miranda là một giống vật nuôi trụ cột của nông nghiệp ở vùng Terra de Miranda của Bồ Đào Nha, giúp nông dân cày bừa và vận chuyển hàng hóa. Xuất phát từ loài hoang dã châu Phi, lừa giống này có nguồn gốc từ sa mạc. Những thuộc tính đó làm cho giống lừa Miranda lý tưởng phù hợp với vùng cao nguyên của Bồ Đào Nha. Con lừa nằm ở trung tâm xã hội Mirandesa; các hội chợ thương mại lớn, được gọi là feiras de burros, tập trung xung quanh giống lừa này.
Người ta ước tính rằng chỉ có 300 con lừa Miranda bây giờ được sử dụng làm động vật trang trại. Phần lớn hiện nay được chăm sóc bởi những nông dân lớn tuổi, những người đủ điều kiện cho E.U. trợ cấp. Nhưng, người ta nói rằng nông dân "giữ những con lừa nhiều hơn cho tình yêu hơn là trợ cấp." Để bảo tồn nó là vấn đề mà hầu như chỉ có người già giữ giống chó này. Chín mươi phần trăm chủ sở hữu Miranda trên 75 tuổi, sự qua đời dần dần của chủ sở hữu được cho là một nguy cơ tuyệt chủng chính đối với loài động vật này.